# Napierville
Napierville är en kommun och tätort (centre de population) i provinsen Québec i Kanada. Den ligger i regionen Montérégie och provinsen Québec, i den sydöstra delen av landet, 180 km öster om huvudstaden Ottawa.